# Transductor magnetoestrictivo
Los transductores magnetoestrictivos son todos aquellos que basan su funcionamiento en el fenómeno de la magnetestricción. Éste es un fenómeno reversible que se basa en el acoplamiento de fuerzas mecánicas y magnéticas, de manera que un material de este tipo ante la presencia de un campo magnético sufre ciertas modificaciones en su estructura interna, lo que produce pequeños cambios en sus dimensiones físicas. También una deformación de dicho material produce una variación de la inducción magnética.
Su campo de aplicación es en emisores y receptores acústicos submarinos e industriales:
- Sonar.
- Hidrófonos.
- Proyectores de ultrasonidos de alta potencia.

- Datos: Q6151645